# 孫胤裕
孫胤裕（?—?），河南河內縣（今沁陽市）人，清朝政治人物、同进士出身。

## 生平
順治三年（1646年）丙戌科进士，任刑部雲南司主事。